# 황선필 (1939년)
황선필(黃善必, 1939년 2월 20일 ~ )은 대한민국의 언론인이다. 경상북도 금릉 출신으로 1986년부터 1988년까지 문화방송 대표이사 사장을 역임했다.

## 학력
- 경북고등학교
- 서울대학교 정치학 학사

## 경력
- 1964년 ~ 1973년 : 동아일보 사회부·정치부 기자
- 1974년 : 문화공보부 홍보조정관
- 1976년 : 문화공보부 보도·공보국장
- 1979년 : 국무총리비서실 공보비서관
- 1982년 ~ 1986년 : 청와대 공보수석비서관 겸 대변인
- 1986년 ~ 1988년 : 문화방송 대표이사 사장
- 아시아 태평양 방송 연합 이사[4]

## 상훈
- 1986년 : 황조근정훈장